# Rana magnaocularis
Rana magnaocularis é uma espécie de anfíbio da família Ranidae.
É endémica do México.
Os seus habitats naturais são: matagal árido tropical ou subtropical, marismas de água doce e marismas intermitentes de água doce.
Está ameaçada por perda de habitat.